# Пилица (град)
Пилица (пољ. Pilica) је град у Пољској у Војводству Шлеском у Повјату zawierciański. Према попису становништва из 2011. у граду је живело 1.947 становника.

## Становништво
Према прелиминарним подацима са пописа, у граду је 2011. живело 1.947 становника.
| 2002. | 2011. | 2012. |
| ----- | ----- | ----- |
| 1.946 | 1.947 | 1.970 |